# Amt Aukrug

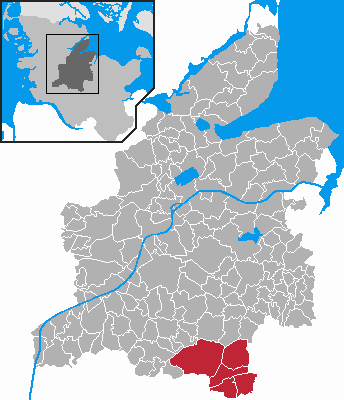
Lage des ehem. Amtes Aukrug (einschl. Wasbek) im Kreis Rendsburg-Eckernförde

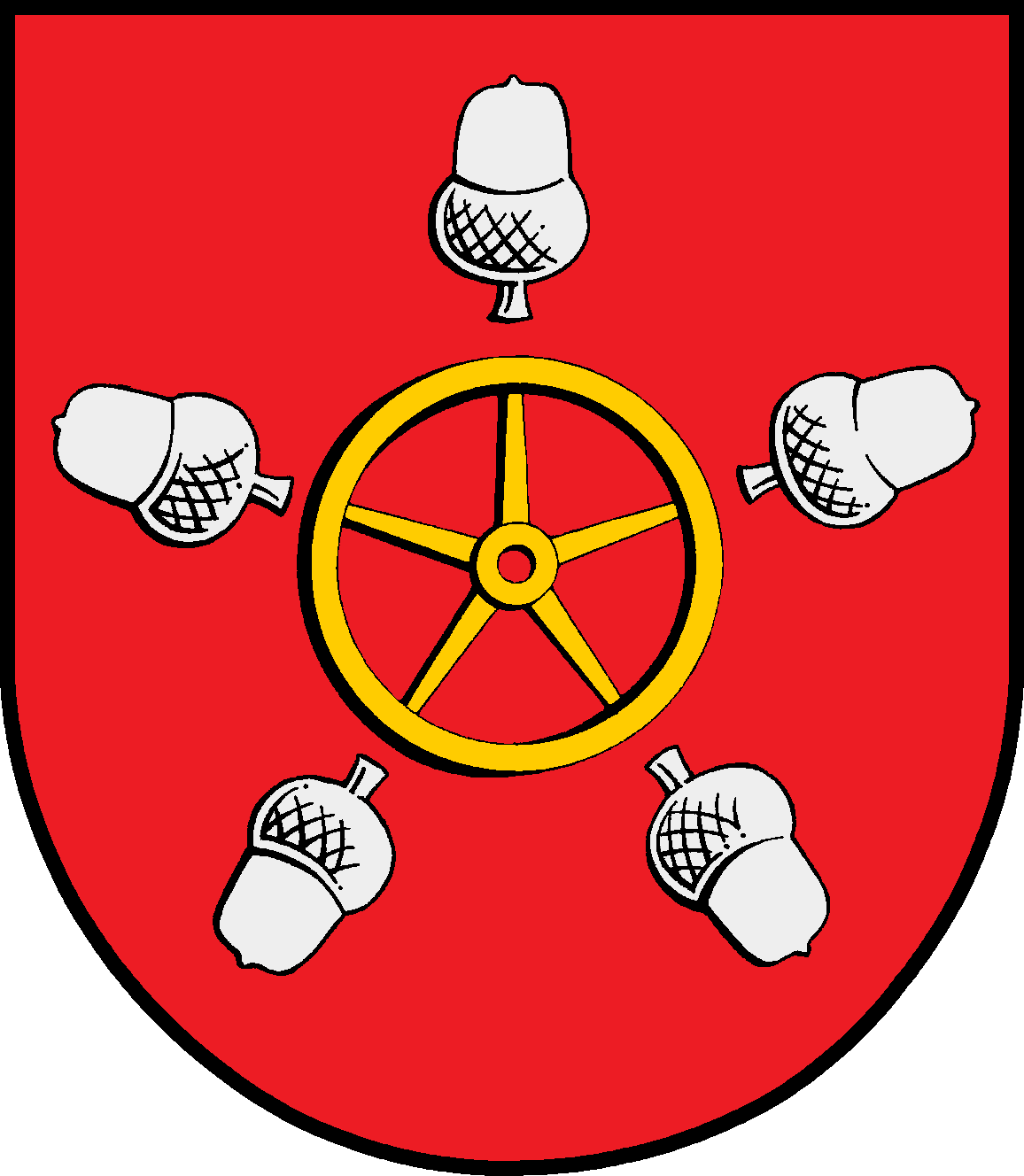
Wappen des ehemaligen Amtes Aukrug

Das Amt Aukrug war ein Amt im Kreis Rendsburg-Eckernförde in Schleswig-Holstein. Auf einer Fläche von 115 km² lebten zuletzt etwa 6000 Einwohner in den vier Gemeinden:
- Arpsdorf
- Aukrug
- Ehndorf
- Padenstedt

## Geschichte
Nach der Annexion Schleswig-Holsteins durch Preußen wurden 1889 die Amtsbezirke Innien (die heutige Gemeinde Aukrug sowie Meezen) im Kreis Rendsburg und Wittorf (Gemeinden Arpsdorf, Ehndorf, Padenstedt, Wasbek und Wittorf) im Kreis Kiel gebildet. Nach der Auflösung des Kreises Bordesholm, wie der Kreis Kiel mittlerweile hieß, kamen die Gemeinden des Amtsbezirks Wittorf ohne Wittorf als Amtsbezirk Wasbek 1932 in den Kreis Rendsburg. 1948 wurden die Gebiete der Amtsbezirke zu den heutigen Ämtern. Das Amt Wasbek blieb unverändert gegenüber dem Amtsbezirk. Das Amt Innien gab Meezen an das Amt Hohenwestedt-Land ab.
Zum 31. Dezember 1969 schlossen sich die Gemeinden Bargfeld, Böken, Bünzen, Homfeld und Innien, die bisher das Amt Innien bildeten, zur vorübergehend amtsfreien Gemeinde Aukrug zusammen. Zum 1. April 1970 wurde aus der Gemeinde Aukrug und den Gemeinden des bisherigen Amtes Wasbek das Amt Aukrug gebildet.
Ab dem 1. Januar 2007 wurden die Verwaltungsgeschäfte des Amtes im Rahmen einer Verwaltungsgemeinschaft von der Gemeinde Hohenwestedt geführt.
Die Gemeinde Wasbek verließ zum 15. Juni 2008 das Amt und wird seitdem durch die Stadt Neumünster verwaltet.
Zum 1. Januar 2012 schlossen sich die Gemeinden des Amtes Aukrug mit den Gemeinden der Ämter Hanerau-Hademarschen und Hohenwestedt-Land und der Gemeinde Hohenwestedt zum Amt Mittelholstein zusammen.

## Wappen
Blasonierung: „In Rot ein goldenes Wagenrad mit fünf Speichen, kreisförmig begleitet von fünf auswärts gewendeten silbernen Eicheln.“
Die fünf Eicheln symbolisieren die ursprünglich fünf Mitgliedsgemeinden.